# V. League 1 2022
La V. League 1 2022 (conocida ahora como LS V. League 1 por razones de patrocinio) fue la 39.ª edición de la V. League 1, la primera división de futbol más importante de Vietnam. La temporada comenzó el 25 de febrero y terminó el 19 de noviembre.

## Equipos participantes
El Than Quảng Ninh FC desapareció luego de no obtener la licencia para participar en la temporada 2022, además de no haber ascensos y descensos en 2021 debido la pandemia de covid-19.
- Becamex Bình Dương FC
- Bình Ðịnh FC
- CLB Viettel
- FLC Thanh Hóa
- Hanoi T&T FC
- Hải Phòng FC
- Hoàng Anh Gia Lai FC
- Ho Chi Minh City FC
- Hong Linh Ha Tinh FC
- Nam Định FC
- Saigon FC
- SHB Đà Nẵng FC
- Sông Lam Nghệ An FC

## Tabla de posiciones
| Pos. | Equipo             | Pts. | PJ | G  | E  | P  | GF | GC | Dif. | Clasificación o descenso 2023                            |
| ---- | ------------------ | ---- | -- | -- | -- | -- | -- | -- | ---- | -------------------------------------------------------- |
| 1    | Hanoi T&T (C)      | 51   | 24 | 15 | 6  | 3  | 47 | 21 | +26  | Fase de grupos de Liga de Campeones                      |
| 2    | Hải Phòng          | 48   | 24 | 14 | 6  | 4  | 39 | 26 | +13  | Ronda de play-off de Liga de Campeones                   |
| 3    | Bình Ðịnh          | 47   | 24 | 14 | 5  | 5  | 37 | 22 | +15  | Posible clasificación a la fase de grupos de la Copa AFC |
| 4    | Viettel            | 39   | 24 | 11 | 6  | 7  | 29 | 14 | +15  |                                                          |
| 5    | Sông Lam Nghệ An   | 33   | 24 | 9  | 6  | 9  | 29 | 28 | +1   |                                                          |
| 6    | Hoàng Anh Gia Lai  | 32   | 24 | 7  | 11 | 6  | 26 | 24 | +2   |                                                          |
| 7    | Thanh Hóa          | 28   | 24 | 8  | 4  | 12 | 27 | 27 | 0    |                                                          |
| 8    | Becamex Bình Dương | 28   | 24 | 7  | 7  | 10 | 32 | 41 | −9   |                                                          |
| 9    | Ho Chi Minh City   | 25   | 24 | 6  | 7  | 11 | 23 | 34 | −11  |                                                          |
| 10   | SHB Đà Nẵng        | 25   | 24 | 6  | 7  | 11 | 18 | 35 | −17  |                                                          |
| 11   | Hong Linh Ha Tinh  | 24   | 24 | 5  | 9  | 10 | 27 | 34 | −7   |                                                          |
| 12   | Nam Định           | 23   | 24 | 6  | 5  | 13 | 20 | 32 | −12  |                                                          |
| 13   | Saigon (D)         | 22   | 24 | 5  | 7  | 12 | 26 | 42 | −16  | Descenso a V. League 2                                   |

 Fuente: Soccerway
Criterios de clasificación: Puntos · Enfrentamientos directos · Diferencia de goles · Goles a favor · Puntos fair-play · Play-off.
Notas:
1. ↑  Dado que el campeón de la Copa de Vietnam 2022 (Hanoi T&T) clasificó a la fase de grupos de la Liga de Campeones mediante su posición en la liga local, el cupo que otorga dicho torneo en la ronda de play-off de la Liga de Campeones fue cedido al segundo lugar de la V. League 1.

## Goleadores
| Rank | Jugador          | Club               | Goles |
| ---- | ---------------- | ------------------ | ----- |
| 1    | Rimario Gordon   | Hải Phòng          | 17    |
| 2    | Phạm Tuấn Hải    | Hanoi T&T          | 10    |
| 3    | Nguyễn Tiến Linh | Becamex Bình Dương | 9     |
| 3    | Zé Paul Oliveira | Thanh Hóa          | 9     |
| 3    | Geovane Magno    | Viettel            | 9     |